# Szemfényvesztők 2.
A Szemfényvesztők 2. (eredeti cím: Now You See Me 2) 2016-ban bemutatott amerikai-francia thriller Jon M. Chu rendezésében. A főszereplők Jesse Eisenberg, Mark Ruffalo, Woody Harrelson, Lizzy Caplan, Daniel Radcliffe, Dave Franco, Michael Caine és Morgan Freeman. A 2013-as Szemfényvesztők folytatása. 
Az Amerikai Egyesült Államokban 2016. június 10-én mutatták be. Magyarországon június 9-én debütált szinkronizálva a Freeman Film forgalmazásában.

## Cselekmény
|  | Alább a cselekmény részletei következnek! |

A „négy lovas” tudomására jut, hogy egy telekommunikációs cég a legújabb mobiltelefonjával meg akarja szerezni a felhasználói privát adatait, amit később a cég jó pénzért el tud adni. A show-műsorba beépülve hipnotizálják a cég ügyvezető igazgatóját, aki ennek hatására egy őszinte, saját magát leleplező szöveget kezd mondani a közönség számára.  Azonban a számításba valami hiba csúszik, mert a kivetítőn egy grafikusan eltorzított arc, eltorzított hanggal a „négy lovas” bizalmas titkait kezdi el sorolni és egyenként rájuk irányítja a fényszórókat. Így sürgősen távozniuk kell a helyszínről, ahol az FBI is megjelenik és le akarja őket tartóztatni. Azonban a kivetítő közli, hogy az egyik FBI-ügynök is a „négy lovas” társasághoz tartozik, ezért meg akarják bilincselni, ő azonban meglóg előlük. A többiek egy műanyag csőbe ugranak, amit jó előre odakészítettek a tetőn. A hosszú csúszdán való lesiklás közben stroboszkópszerű hatás éri őket, ami hipnotizálja őket, és legközelebb Makaón térnek magukhoz.
Elrablásukat Walter Mabry, egy fiatal nagyvállalkozó szervezte meg, akinek apját a „négy lovas” évekkel ezelőtt anyagilag tönkretett és megalázott. Walter Mabry akkor eltűnt a nyilvánosság elől, miután megrendezte a saját halálát.
Most arra kényszeríti a szemfényvesztőket, hogy szerezzenek meg neki egy elektronikus szuper-csipet, amivel a világ összes számítógépébe be lehet majd jutni. Ezzel észrevétlenül befolyásolni lehet a tőzsdét, kormányokat lehet megbuktatni, és nincs több titok a használója előtt, mert olyan információt szerezhet meg és befolyásolhat, amilyet csak akar.
Nincs más választásuk, mint elvállalni a feladatot, különben megölik őket. Szerencsére adódik egy alkalom, amikor a csipet valaki el akarja adni az alvilágnak. Ennek képviselőjét ők hipnotizálják, így helyette nyíltan bejutnak a helyszínre. A csipet viszonylag könnyen megszerzik, a nehezebb feladat a kijutás, ugyanis a kijáratnál lévő fémdetektor mindenképpen jelezne, ha érzékeli a csipet, amiben egy kevés mennyiségű fém van. De összjátékkal és jókora ügyességgel ezt is megoldják.
Dylan Rhodes egykori FBI-ügynök aggódik a társai miatt, akik hollétéről nem tud semmit. Ekkor egy telefonhívást kap Thaddeus Bradley-től, aki 18 hónapja börtönben van, amikor Dylan oda juttatta. Thaddeus elmondja neki, tudja, hol vannak a barátai. Cserébe azt kéri, hogy egy hamis szabadon bocsátási végzés alapján vigye ki a börtönből, amit Dylan meg is tesz.
Dylan és Thaddeus együtt felbukkan Makaón, és egy színpadi trükkökhöz használatos kellékeket árusító régi boltba mennek, ahol a csak mandarin nyelven beszélő idős hölgy és angolul beszélő unokája átadnak neki egy órát, ami valamikor az apjáé volt, akinek ez volt a kedvenc boltja. Amíg Dylan átveszi a tárgyat, Thaddeus belép egy szarkofágba, ahonnan eltűnik.
Dylan egy piacon egyik társával, Atlas-szal találkozik. Atlas azonban úgy gondolja, hogy már nincs több közük egymáshoz; Dylan csalódottan eloldalog. Atlas-nak a piacon kell átadnia az ellopott csipet Walter Mabry részére, aki egy csomó verőemberrel érkezik. Amikor Dylan észreveszi, hogy mire készül Atlas, behajítja egy ajtón, ahol el tud menekülni, ő pedig látványos verekedésbe kezd a legalább tízszeres túlerővel, ami végül harcképtelenné teszi. Walter Mabry és apja, Arthur Tressler elé viszik. Ők azt a kegyetlen módszert találják ki, hogy Dylan apjának (aki szintén szemfényvesztő volt, de az utolsó fellépése közben meghalt) mutatványában használt páncélszekrénybe zárják és behajítják a tengerbe. Dylan kétségbe esik, és majdnem megfullad, de eszébe jutnak apja szavai, hogy mindig legyen egy tartalék terve. Így előveszi az apja óráját, amiben van egy rejtett huzal, ezzel ki tudja nyitni a páncélszekrény ajtaját. Azonban a víz alatt elveszti az eszméletét, de ekkor felbukkan Atlas, aki kihúzza a vízből. Dylan magához tér és látja, hogy aggódó társai veszik körül.
Azonban rájönnek, hogy a náluk lévő csip hamisítvány, tehát nem tudják az igazit átadni a megbízóiknak. Azonban a megbízók még nem tudnak erről. A társaság kitalálja, hogy úgy tesznek, mintha náluk lenne a csip, és át akarnák azt adni.
Ezért Londonban, szilveszter éjjelre nagyszabású show-műsort szerveznek, több helyszínen, ahol közülük egy-egy ember lép fel. Mivel videoüzenetben hívják fel az emberek figyelmét, a dologra rámozdul Walter Mabry és apja, Thaddeus és az FBI is. A látványos vagy ügyességi trükkök több-kevesebb sikert aratnak, majd egyikük riasztja a többit, hogy azonnal el kell tűnniük. Így mindenki gyorsan befejezi a produkcióját, és egy helyen összegyűlnek, ahol előkészített motorkerékpárok várják őket. Azonban Walter Mabry emberei a nyomukban vannak és lövések is eldördülnek. McKinney  ügyetlenül vezeti a motorját, nekimegy a rosszfiúk egyik kocsijának és felborul, így azok elfogják, és hamarosan a többieket is. Egy teherautóba tuszkolják őket, ahol Walter Mabry, az apja, és Chase már bent ülnek.
Egy repülőgéphez viszik őket, ami hamarosan elindul. Walter megszerzi tőlük az igazi csipet (erről egy mikroszkóp és speciális elektronikus eszközök révén bizonyosodik meg), miután egy késsel megfenyegetik Lulát. Azonban nyilvánvaló, hogy tanúk nem maradhatnak az ügy után, ezért a verőemberek egyszerűen kidobják őket a száguldó gép ajtaján.
Azonban a történetben újabb csavar következik, ugyanis a repülőgép látszólag megáll a levegőben, és az ablakokban kívülről megjelennek a „kidobott” utasok és vidáman integetnek. Kiderül, hogy ez is jól megszervezett trükk volt, amivel a repülés illúzióját keltették a bent ülőkben.  Ennek célja a leleplezés volt, amit a „négy lovas” a gép szárnyán állva megtesz, miközben az ámuldozó Walter Mabryt és a többieket a rendőrök elvezetik.
Mire az FBI észbekap, a „négy lovas” már sehol sem látható és Dylan is búcsút vesz egykori munkatársnőjétől, miután átad neki egy pendrive-ot, ami minden terhelő adatot tartalmaz és akitől 10 perc haladékot kér (de 1 perc múlva már ő sincs sehol).
A „négy lovas” ekkor Greenwich-i egykori csillagvizsgálóhoz megy, ahol Dylan apja valamikor dolgozott. Itt Dylan és Thaddeus viszonya 30 év után rendeződik. Dylan eddig gyűlölte és őt okolta apja halála miatt, azonban Thaddeus elmondja neki, hogy ők ketten Dylan apjával társak voltak.
|  | Itt a vége a cselekmény részletezésének! |

## Szereplők
| Színész            | Szerep                            | Magyar hang    |
| ------------------ | --------------------------------- | -------------- |
| Jesse Eisenberg    | J. Daniel "Danny" Atlas           | Szatory Dávid  |
| Mark Ruffalo       | Dylan Rhodes nyomozó              | Rajkai Zoltán  |
| Woody Harrelson    | Merritt McKinney / Chase McKinney | Stohl András   |
| Dave Franco        | Jack Wilder                       | Hamvas Dániel  |
| Daniel Radcliffe   | Walter Mabry                      | Gacsal Ádám    |
| Morgan Freeman     | Thaddeus Bradley                  | Papp János     |
| Michael Caine      | Arthur Tressler                   | Ujréti László  |
| Lizzy Caplan       | Lula May                          | Pikali Gerda   |
| Sanaa Lathan       | Natalie Austin nyomozó            | Zakariás Éva   |
| Jay Chou           | Li                                | Molnár Levente |
| Henry Lloyd-Hughes | Allen Scott-Frank                 | Moser Károly   |

## Fogadtatás
A 90 millió dollárból készült film összbevétele  334 901 337 dollár lett. Az IMDb-n 6,5/10-es osztályzatot kapott, 158 160 szavazat alapján. A Rotten Tomatoes oldalán 53%-on áll, 66 110 szavazat alapján. A Metacritic-en pedig 6,3/10, 272 szavazat alapján.

## Fordítás
- Ez a szócikk részben vagy egészben  a   Now You See Me 2 című angol Wikipédia-szócikk fordításán alapul.  Az eredeti cikk szerkesztőit annak laptörténete sorolja fel. Ez a jelzés csupán a megfogalmazás eredetét és a szerzői jogokat jelzi, nem szolgál a cikkben szereplő információk forrásmegjelöléseként.